# Bridelia montana
Bridelia montana là một loài thực vật có hoa trong họ Diệp hạ châu. Loài này được (Roxb.) Willd. mô tả khoa học đầu tiên năm 1806.